# Trina Michaels
Trina Michaels (San Francisco, California; 13 de enero de 1983) es el nombre artístico de Kathryn Ann Wallace, una actriz pornográfica estadounidense.
Antes de entrar en el negocio del cine porno, trabajó en una aseguradora de automóviles y también como camarera. Comenzó haciendo apariciones promocionales de la bebida alcohólica Hypnotiq; a la vez que se registró para trabajar como modelo en una página web de contenidos para adultos. Un mes después de registrarse la llamaron de L.A. Models. Trina realizó su primera escena en mayo de 2004 con Joey Ray para Jack’s Playground #19.
Conoció a su primer novio durante el verano de su último año de secundaria cuando ambos trabajaban en una tienda J.C. Penny. Ella aún estaba casada con él cuando entró a la industria porno; en enero de 2008 anunció que renovaría sus votos de boda mientras estaba en la AVN Adult Entertainment Expo.

## Premios
- 2006 Premios AVN nominada – Mejor Nueva Estrella
- 2006 Premios AVN nominada – Mejor escena 3 vías (Sex Fiends 2 – nominada con Steve Holmes y John Strong)[5]
- 2007 Premios AVN Nominada – Mejor escena de sexo anal en una película (FUCK – nominada con Sean Michaels y Mr. Marcus)[6]
- 2007 Premios AVN nominada – Mejor Escena de Sexo Grupal en una Película (FUCK – nominada con Sean Michaels y Mr. Marcus)[6]

## Filmografía parcial
- Butt Busters (2004)
- ManHammer 3 (2004)
- Juggernauts 2 (2004)
- About Face (2004)
- Oops I Swallowed (2005)
- Tearing It Up! (2005)
- Mother Fuckers (2005)
- Silverback Attack (2005)
- Kylie Ireland's Taste Her Ass #2 (2005)
- Shane's World College Invasion Vol. 6 (2005)
- Sierra has a Negro Problem (2005)
- Big Mouthfuls 8 (2006)
- Big Boob Blondes! (2006)
- Bangin' It Out 2 (2006)
- Gag Order (2006)
- Double Impact 4 (2006)
- Only Handjobs 4 (2006)
- Cum Drinkers (2006)
- Alone in the Dark #4 (2007)
- Dick Hunters (2007)
- Lex on Blondes Volume 2 All Anal (2007)
- Double Impact 4 (2007)